# Tonny Jensen
Pour les articles homonymes, voir Jensen.
Tonny Jensen, né le 7 septembre 1971 à Wagga Wagga, en Australie, est un joueur australien de basket-ball. Il évolue au poste de meneur.